# Championnat du Vietnam de football 2021
Navigation
Saison précédente Saison suivante
La saison 2021 du Championnat du Viêt Nam de football est la trente-huitième édition du championnat de première division au Viêt Nam. Les quatorze meilleurs clubs du pays sont regroupés au sein d'une poule unique où ils s'affrontent une fois, ensuite les six premiers jouent pour le championnat et les huit derniers pour la relégation. En fin de saison, le dernier du classement est relégué et remplacé par le champion de V-League 2.
Le club Cong Viettel FC est le tenant du titre.

## Déroulement de la saison
La saison débute le 15 janvier 2021, mais pendant la 3e journée après le 30 janvier, le championnat est interrompu à cause de la pandémie de Covid-19. Il reprend le 13 mars 2021. 
Le championnat adopte un nouveau format. Lors de la première phase les équipes se rencontrent une seule fois. Ensuite le championnat est scindé en deux mini-championnats, les six premiers jouant pour le titre et les huit derniers pour la relégation.
Le 2 mai 2021, après la 12e journée, le championnat est de nouveau interrompu à cause de la situation sanitaire. Le 25 août 2021, la fédération en accord avec les clubs arrête définitivement le championnat.

## Les clubs participants
- Bình Định FC - Promu de V-League 2
- Thanh Hóa FC
- Đà Nẵng Club
- Than Quang Ninh FC
- Sài Gòn FC
- Sông Lam Nghệ An
- Hô-Chi-Minh-Ville FC
- Hong Linh Ha Tinh FC
- Cong Viettel FC
- Becamex Bình Dương FC
- Hanoi Football Club
- Nam Dinh Football Club
- Hoàng Anh Gia Lai
- Xi Mang Hải Phòng FC

## Compétition
Le barème utilisé pour établir le classement est le suivant :
- Victoire : 3 points
- Match nul : 1 point
- Défaite : 0 point

### Classement
| Rang | Équipe                | Pts | J  | G | N | P | Bp | Bc | Diff |
| ---- | --------------------- | --- | -- | - | - | - | -- | -- | ---- |
| 1    | Hoàng Anh Gia Lai     | 29  | 12 | 9 | 2 | 1 | 23 | 12 | +11  |
| 2    | Cong Viettel FC T     | 26  | 12 | 8 | 2 | 2 | 16 | 9  | +7   |
| 3    | Than Quảng Ninh       | 19  | 12 | 6 | 1 | 5 | 12 | 11 | +1   |
| 4    | Nam Dinh              | 18  | 12 | 6 | 0 | 6 | 23 | 21 | +2   |
| 5    | Thanh Hóa FC          | 17  | 12 | 5 | 2 | 5 | 18 | 15 | +3   |
| 6    | Becamex Bình Dương FC | 17  | 12 | 5 | 2 | 5 | 14 | 17 | -3   |
| 7    | Hanoi Football Club   | 16  | 12 | 5 | 1 | 6 | 17 | 14 | +3   |
| 8    | Bình Định FC P        | 16  | 12 | 4 | 4 | 4 | 10 | 9  | +1   |
| 9    | Đà Nẵng Club          | 16  | 12 | 5 | 1 | 6 | 11 | 11 | 0    |
| 10   | Hong Linh Ha Tinh FC  | 15  | 12 | 4 | 3 | 5 | 16 | 17 | -1   |
| 11   | Hô-Chi-Minh-Ville FC  | 14  | 12 | 4 | 2 | 6 | 14 | 17 | -3   |
| 12   | Xi Mang Hải Phòng     | 14  | 12 | 4 | 2 | 6 | 7  | 15 | -8   |
| 13   | Sài Gòn FC            | 13  | 12 | 4 | 1 | 7 | 6  | 14 | -8   |
| 14   | Sông Lam Nghệ An      | 10  | 12 | 3 | 1 | 8 | 7  | 15 | -8   |

|  | Qualification play-off championnat                                                |
|  | T : Tenant du titre C : Vainqueur de la Coupe du Viêt Nam P : Promu de V-League 2 |

## Bilan de la saison
| Championnat du Viêt Nam de football 2021 |                     |
| Champion                                 | aucun               |
| Coupes et trophées                       |                     |
| Vainqueur de la Coupe du Viêt Nam 2021   | compétition annulée |
| Qualifications continentales             |                     |
| Ligue des champions de l'AFC 2022        |                     |
| Coupe de l'AFC 2022                      |                     |
| Promotions et relégations                |                     |
| Promus en V-League                       |                     |
| Relégués en V-League 2                   |                     |